# 3085 Donna
3085 Donna (1980 DA) là một tiểu hành tinh vành đai chính được phát hiện ngày 18 tháng 2 năm 1980 bởi Harvard College ở trạm Agassiz.